# 조춘원
조춘원(趙春元, 일본식 이름: 茂山春元시게야마 슌겐, 1889년 2월 27일 ~ 1945년 9월 5일)은 일제강점기의 관료로, 본적은 전라북도 전주부 완산정이다.

## 생애
1911년 관립 한성사범학교를 졸업했으며 1911년 11월부터 1913년까지 전라북도 순창공립보통학교 부훈도로 재직했다. 1913년 4월 순창공립보통학교 훈도로 재직한 뒤부터 전라북도 전주제1공립보통학교(1915년 ~ 1919년) 훈도, 전주제2공립보통학교 훈도(1920년, 1926년 ~ 1929년)로 재직했으며 1920년 12월부터 1929년까지 전라북도 내무부 학무과 도시학(道視學)으로 근무했다.
1927년 7월부터 1929년까지 전라북도 내무부 학무과, 지방과 속(屬)으로 근무했으며 1928년 11월 16일 일본 정부로부터 쇼와대례기념장, 1929년 11월 13일 훈8등 서보장을 받았다. 1930년 2월 28일 전라북도 임실군수로 임명된 뒤부터 고창군수(1931년 12월 28일 임명), 부안군수(1935년 4월 12일 임명), 옥구군수(1938년 3월 26일 임명), 익산군수(1940년 3월 30일 임명), 완주군수(1945년 5월 21일 ~ 1945년 8월 임명)를 차례로 역임했다.
전라북도 부안군수와 옥구군수 재직 시절 군용물자 조달 및 군수품 공출, 군인 및 유가족 위문, 국방사상 보급 및 선전, 국방헌금 모금, 국채 소화 및 저축 장려 업무를 수행했으며 1938년 5월 9일 일본 정부로부터 훈5등 서보장을 받았다. 전라북도 익산군수로 재직 중이던 1940년 10월 전라북도 이리공설운동장에서 거행된 조선군 제1경성사단의 관병분열식을 참관한 뒤 징병제 실시를 축하하는 소감을 발표하기도 했으며 1943년 3월 31일 고등관 3등, 1943년 5월 15일 종5위에 각각 서위되었다.
민족문제연구소의 친일인명사전 수록자 명단의 관료 부문, 친일반민족행위진상규명위원회가 발표한 친일반민족행위 705인 명단에 포함되었다.

## 참고 자료
- 친일반민족행위진상규명위원회 (2009). 〈조춘원〉. 《친일반민족행위진상규명 보고서 Ⅳ-17》. 서울. 222~230쪽.